# Glauconoe deductalis
Glauconoe là một chi bướm đêm thuộc họ Crambidae. Chi này chỉ có một loài duy nhất, Glauconoe deductalis, thường tìm thấy ở Australia (Queensland), New Guinea, Sri Lanka và Đài Loan.